# システム7 (バンド)
システム7（System 7）は、イギリスのテクノ、あるいはトランス、アンビエントなどの要素を内包するユニット（もしくはバンド）。アメリカでは同名のMac OSと名前が被るので使用できず、現地のレーベルから発売されたファースト、およびサード・アルバムは777と名乗っている（セカンド・アルバムと非常に紛らわしい）。

## 概要

### 履歴
スティーヴ・ヒレッジとその妻であるミケット・ジローディ（両名とも元ゴングのメンバー）によって結成されたエレクトロニック・ダンス・ミュージック・バンドである。ヒレッジはロンドンのクラブ「ヘヴン」において、ジ・オーブのアレックス・パターソンがヒレッジのアルバム『レインボウ・ドーム・ミュージック』（1979年）をDJプレイで利用していたのを聴き、それをきっかけにパターソンと親交を深めた。そして、パターソンからアンビエント・ハウス作品の録音を勧められたことからシステム7を結成。ユニット名の由来は、1977年にリリースされたヒレッジのアルバム『モチヴェイション・ラジオ』の型番"V2777"からだといわれている。
システム7は様々なアーティストとのコラボレーションを実施している。特にデトロイト・テクノの代表的存在であるデリック・メイとはバンド結成初期から深い交流を持ち、1990年代以降は新曲を一切発表していないデリックに、共同とはいえ1990年代後半まで作曲活動を行わせたことは特筆すべきである。デリックとの作品は2002年に『ミステリアス・トラベラー』として1枚のCDにまとめられた。他にもカール・クレイグやローラン・ガルニエなど、テクノのアイコン的存在のアーティストとは1990年代中期に多くのコラボレーションを行った。その中でもアレックス・パターソンは、バンド結成初期からシステム7に関わり続ける唯一の人物である。また、かつてのゴングのリーダーであったデヴィッド・アレンも一部の作品に参加している。
リミックスも多数存在し、それらを集めた1996年のアルバム『システム・エクスプレス』がある。これに収録されている「Alpha Wave」のPlastikman名義でのリミックスは、リミックスでありながら本人達が大いに気に入り、オリジナルを差し置いてライブで必ず演奏される定番曲となった。2007年のシングル「Hinotori」には、元々約10分の曲であったものを20分に拡大したバージョンが収録されている。

### 音楽性の流動
その音楽性は時期によって大きく変化している。結成直後の作品は、多数のアーティストたちとのコラボレーション、という意味も含めて同時期のシェイメンに近かった。しかし1994年、テクノの躍動感を強調した「Fire」と、静謐なアンビエント「Water」の2枚にミックスを分けたアルバム『Point 3』を発表し、当時盛り上がりがピークを迎えていたテクノ・シーンへと急速に接近。1995年の『パワー・オブ・セブン』では、ノイ!や、『E2-E4』のリミックスである「Sueño Latinoeno Latino」をサンプリングし使用している。このアルバムは名門レーベルであるR&Sにもライセンスされた。1997年のアルバム『ゴールデン・セクション』ではドラムンベースを試み、また、1976年のヒレッジのアルバム『L』からのサンプリングも行われた。
2000年に自らのレーベルであるA-Waveを立ち上げ、以後作品はこのレーベルから発表されるようになる。2001年に発表された『セブンス・ウェイブ』では激しく美しいトランス・テクノを基に、それまでの要素が散りばめられた集大成的なアルバムである。2004年の『エンカンタドー』ではよりサイケデリック的な色を強め、2007年現在の路線もこの延長線上にある。
システム7にはそぐわないアンビエント、チルアウト、ダウンテンポ的な音楽は2005年に始動したミラー・システム（Mirror System）名義に分離した。他にもGroovy Intent名義での作品も存在する。
2007年には手塚治虫の漫画『火の鳥』に触発され、先行シングル「Hinotori」を、続いてアルバム『フェニックス』を発表。

## ディスコグラフィ

### スタジオ・アルバム
- 『システム7』 - System 7 (1991年)
- 『777』 - 777 (1993年)
- 『ファイア』 - Point 3 - Fire Album (1994年)
- 『ウォーター』 - Point 3 - Water Album (1994年)
- 『パワー・オブ・セブン』 - Power of Seven (1996年)
- 『ゴールデン・セクション』 - Golden Section (1997年)
- 『セブンス・ウェイブ』 - Seventh Wave (2001年)
- 『エンカンタドー』 - Encantado (2004年)
- 『フェニックス』 - Phoenix (2008年)
- 『Up』 - Up (2011年)
- 『Phoenix Rising』 - Phoenix Rising (2013年) ※with ROVO
- 『X-ポート』 - X-Port (2015年)
- 『Cafe Seven』 - Cafe Seven (2018年) ※ミラー・システムと連名
- 『フィールド・オブ・ドリームス』 - Field of Dreams (2020年)

ミラー・システム名義
- 『ミラー・システム』 - Mirror System (2006年)
- Reflector - DJ Mix (2010年)
- 『N-ポート』 - N-Port (2015年)

### 北米でリリースされたアルバム
777名義
- 777 (1992年) ※1stアルバムとほぼ同内容。ジャケットにはアンモナイトが写っている。曲順の変更および2曲が追加収録されている
- Point 3|System 7.3: Fire + Water (1995年) ※2枚のアルバム『Point 3』を2枚組のセットにしたもの

### コンピレーション・アルバム
- Excursions In Ambience (A Collection Of Ambient-House Music) (1994年)
- Excursions In Ambience (The Fourth Frontier) (1995年)
- 『システム・エクスプレス』 - System Express (1996年)
- 『ミステリアス・トラベラー』 - Mysterious Traveller (2002年) ※システム7×デリック・メイ名義
- Planet 7 (2006年) ※iTunes Storeのみでの販売
- System 7 - Classics (2010年) ※iTunes Storeのみでの販売
- 『アウト』 - Out (2014年)
- 『N+X』 - N+X (2015年) ※『N-Port』と『X-Port』からのコンピレーション。ミラー・システムと連名

### ライブ・アルバム
- Live Transmissions (2006年)

### シングル、EP
- Sunburst (1990年)
- Habibi (1991年)
- Freedom Fighters (1991年)
- Miracle (1991年)
- 7:7 Expansion (1992年)
- Altitude (featuring Ultra Naté) (1992年)
- Sinbad/Quest (1993年)
- Alpha Wave (1995年)
- Hangar 84 (1996年)
- Interstate (1996年)
- Rite of Spring (1997年)
- Ring of fire (1998年)
- 「ボロブドゥール - シングル・リミックス」 - Borobudur (1998年)
- High Planes Drifter (2001年)
- Planet 7 (2004年)
- Love Mission - Mission Love • I Move • Teotihuacan • Om Rock (2004年) ※Groovy Intent名義。ダウンロードのみでの販売。EP
- 「Hinotori」 - Hinotori (2007年)
- Space Bird (2008年)
- AlphaWave/HPD (2010年)
- 「Passion」 - Passion (2012年)
- Hinotori (2013年) ※with ROVO